# منتخب إسبانيا لهوكي الانزلاق للسيدات
منتخب إسبانيا لهوكي الانزلاق للسيدات هو ممثل إسبانيا الرسمي في رياضة هوكي الانزلاق للسيدات.

## سجل المشاركات

### بطولة العالم لهوكي الانزلاق للسيدات
| - 1992: المرتبة 7 - 1994: البطل - 1996: البطل - 1998: المرتبة 5 - 2000: البطل - 2002: المرتبة الثالثة | - 2004: المرتبة الثالثة - 2006: الوصيف - 2008: البطل - 2010: المرتبة الثالثة - 2012: الوصيف |

### بطولة أوروبا لهوكي الانزلاق للسيدات
| - 1991: المرتبة الثالثة - 1993: الوصيف - 1995: البطل - 1997: المرتبة الثالثة - 1999: الوصيف - 2001: الوصيف | - 2003: الوصيف - 2005: المرتبة الثالثة - 2007: الوصيف - 2009: البطل - 2011: البطل |